# Thumbelina (ngựa)

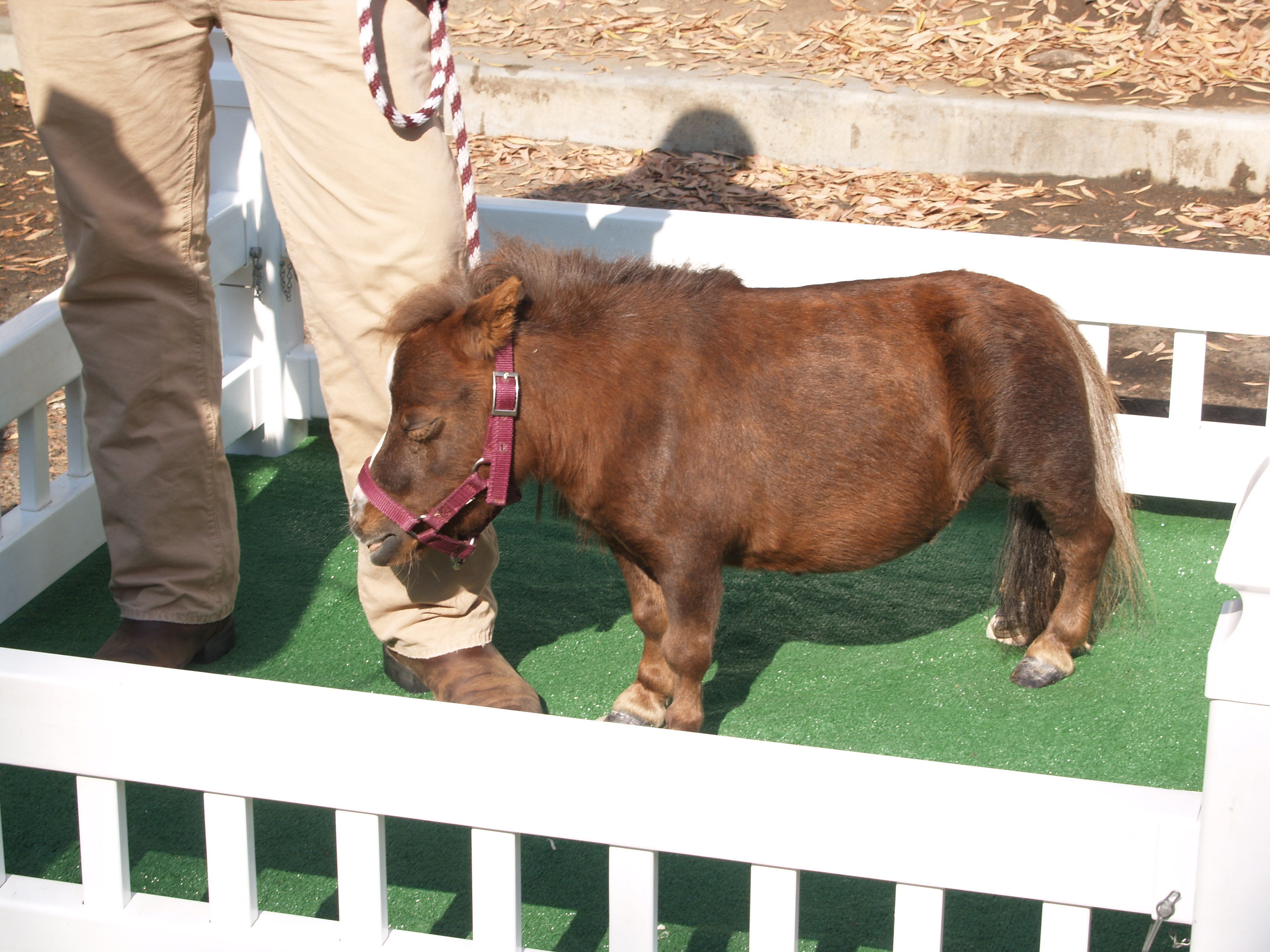
Thumbelina vào năm 2008

Thumbelina (sinh ngày 1.5.2001) là một con ngựa cái được coi là lùn nhất thế giới , thuộc trại chăn nuôi của M. Goessling, một người nuôi ngựa người Mỹ. 
Lên 5 tuổi, Thumbelina chỉ cao 43 cm và cân nặng 26 kg, tức là có thân hình và thể trọng bằng một con chó trung bình, do đó con ngựa này đã được Sách Kỷ lục Guinness công nhận là con ngựa nhỏ nhất thế giới vào mùa thu năm 2006 · . Thực ra Thumbelina bị mắc chứng lùn, nên có 4 chân rất ngắn.

## Tên
Tên của con ngựa này được đặt theo tên một cô bé nhỏ xíu trong truyện thần tiên nổi tiếng của văn hào Đan Mạch Hans Christian Andersen là Tommelise (Thumbelina trong tiếng Anh).

## Lịch sử
Thumbelina sinh ngày 1 tháng 5 năm 2001 tại Goose Creek Farm, một trại chăn nuôi ngựa ở Hoa Kỳ tại Ladue, tiểu bang Missouri, một trại chuyên chăn nuôi ngựa nhỏ ·  do Kay và Paul Goessling làm chủ. Kay đã bắt đầu nuôi loại ngựa nhỏ từ khoảng 15 năm trước. Thông thường, các con ngựa này khi trưởng thành chỉ cao khoảng 85 cm tới bờ vai.
Thường thì một con ngựa nhỏ khi mới sinh ra cân nặng khoảng 12 kg, nhưng con Thumbelina khi sinh ra chỉ nặng có 5 kg. Kay và Paul Goessling cho rằng nó không thể nào đạt tới vóc dáng thông thường của loài ngựa nhỏ và tin là nó không sống được. Tuy nhiên, Thumbelina đã sống được bình thường, khiến cho các chủ trại ngạc nhiên. Thân xác nhỏ bé của Thumbelina là do bị mắc chứng lùn và khi lên một tuổi thì hoàn toàn ngưng phát triển. Nó thường nô đùa với các con chó, chứ không chơi với ngựa cùng lứa.
Khi Thumbelina lên 3 tuổi và được coi như đã trưởng thành thì Goessling cho rằng có lẽ họ đã sở hữu một con ngựa nhỏ nhất thế giới, do đó liền tiếp xúc với bác sĩ thú y đã chăm sóc Thumbelina. Ông này liền lập các giấy tờ cần thiết và gửi đến trụ sở của Sách Kỷ lục Guinness ở London. Sau đó là một sự chờ đợi dài cho tới mùa hè năm 2006, một đại diện của Sách Kỷ lục Guinness mới viết thư báo tin là ông ta và một ê-kíp quay phim, chụp hình từ Anh sẽ tới cân đo và chụp hình quay phim Thumbelina. Tháng 7 năm 2006, đại diện của Sách Kỷ lục Guinness chính thức công nhận Thumbelina là con ngựa nhỏ nhất thế giới và cấp giấy chứng nhận.
Ngày nay Thumbelina đã trở nên nổi tiếng khắp thế giới, với hàng chục triệu người hâm mộ trên 150 nước. M. Goessling đã tuyên bố là sẽ không bán con ngựa này với bất cứ giá nào. Thumbelina thường được chủ chở tới thăm các bệnh viện ở Mỹ , cũng như được giới thiệu trên các sàn quay truyền hình.
Một hội mang tên Thumbelina Charitable Foundation đã được thành lập. Hội tổ chức các Children's Thumbelina Tour cho các trẻ em bệnh tật.
Dù Thumbelina có thể sinh con, nhưng chủ nhân của nó đã quyết định không cho nó mang thai, để tránh cho nó các biến chứng có thể có khi mang thai.
Khẩu phần thức ăn hàng ngày của Thumbelina gồm một chén hạt ngũ cốc và một nắm cỏ, mỗi ngày hai lần.
Nhìn dưới một góc độ nào đó, Thumbelina giống như một con bò rừng bison nhỏ hoặc giống một con heo hơn là ngựa. Thân thể của nó giống như mộ chiếc thùng ton-nô đặt trên 4 chân rất nhỏ.